# 大蒜烯
大蒜烯（英语：Ajoene，也称阿藿烯）是一种有机硫化合物，化学式为C9H14OS3，在大蒜提取物中被发现。它的结构于1984年被报道，该文献指正了于1983年发表的错误结构。它的全合成在2018年由Wirth等人报道。